# Den vite mannens börda
Den vite mannens börda (originaltitel: The White Man's Burden) är en dikt av den engelske poeten Rudyard Kipling. Den publicerades först 1899 i samband med USA:s ockupation av Filippinerna. I en tolkning uppmanar dikten till kolonialism. I en annan tolkning beklagar den sig över orimliga bördor och plikter som vita har mot andra länder och folk av oförklarliga skäl. Dikten står som symbol för en föregiven och överdriven skyldighet hos vita (européer) att hjälpa alla andra, även när andra inte förväntas hjälpa de vita. Fortfarande över hundra år efter dess publikation river dikten upp starka känslor och den kan analyseras utifrån flera perspektiv.

## Text
Första strofen av dikten på engelska och svenska.
| The White Man's Burden | Den vite mannens börda |
| --- | --- |
| Take up the White Man's burden-- Send forth the best ye breed-- Go bind your sons to exile To serve your captives' need; To wait in heavy harness, On fluttered folk and wild-- Your new-caught, sullen peoples, Half-devil and half-child. | Tag upp den vite mannens börda, sänd män med mod och spänst i landsflykt, sänd er bästa flock till era fångars tjänst att träla i tungt harnesk, att ge en vettlös hord, ett galen, nyss fångat folk – halvt barn, halvt djävlar – värn och vård. |